# Sojuz 23
Sojuz 23 (kod wywoławczy Радон – Radon) miał wynieść załogę na pokład stacji kosmicznej Salut 5, przypuszczalnie w ramach wojskowego programu Ałmaz.

## Załoga

### Podstawowa
- Wiaczesław Zudow (1)
- Walerij Rożdiestwienski (1)

### Rezerwowa
- Wiktor Gorbatko (2)
- Jurij Głazkow (1)

### Druga rezerwowa
- Anatolij Bieriezowoj (1)
- Michaił Lisun (1)

## Przebieg misji
Sojuz 23 z Wiaczesławem Zudowem i Walentym Rożdiestwienskim wystartował z kosmodromu Bajkonur w Kazachstanie 14 października 1976. Celem misji było połączenie ze stacją Salut 5 i praca na jej pokładzie. Statek dotarł do stacji, lecz awaria automatycznego systemu dokowania uniemożliwiła połączenie, tak jak to miało miejsce w wypadku Sojuza 15. Brak paliwa uniemożliwiał podjęcie próby dokowania ręcznego i załoga musiała powrócić na Ziemię.
Powrót niemal zakończył się katastrofą. 16 października o godz. 20:02 włączyły się nad Atlantykiem silniki hamujące i statek zszedł z orbity. O 20:17:02 lądownik z kosmonautami oddzielił się od statku. Pozostała część statku – przedziały: orbitalny i agregatowy spłonęły w gęstych warstwach atmosfery. Siedem kilometrów nad Ziemią otworzył się spadochron hamujący. Sztab grupy poszukiwawczej znajdował się w Arkałyku. Z obliczeń wynikało, że kosmonauci wylądują około 130 km na wschód od miasta. Kapsuła wylądowała na powierzchni zamarzniętego jeziora Tengyz (co po kazachsku oznacza ocean) w burzy śnieżnej. Lądownik Sojuza był przystosowany do unoszenia się na wodzie. Warunki były złe – mróz około 20 stopni, mgła i śnieg. Samolot z grupy poszukiwawczej odnalazł na jeziorze światła kapsuły. Z kosmonautami utrzymywano łączność radiową. Spadochrony kapsuły szybko wypełniły się wodą, wciągając pojazd wraz z załogą pod powierzchnię. Próby dotarcia do statku przy pomocy amfibii spaliły na panewce. Ostatecznie nurkowie zdołali zaczepić do kapsuły kabel, który posłużył do wyciągnięcia jej przez śmigłowiec. Ratownicy byli zaskoczeni, że załoga zdołała przeżyć – choć, aby oszczędzać energię, ograniczyła ogrzewanie kabiny.